# Transport ferroviaire en Tchéquie
Plan
Le transport ferroviaire en Tchéquie est constitué d'un réseau ferroviaire à écartement normal (1 435 mm).

## Histoire
|                                                |
| Carte ferroviaire de 1883 du Royaume de Bohême |

|                                                         |
| Carte ferroviaire de 1899 l'europe centrale occidentale |

## Réseau ferré

Carte ferroviaire de la république tchèque

Le réseau dispose d'une connexion ferroviaire avec l'Autriche, la Slovaquie, la Pologne ainsi que l'Allemagne qui disposent tous du même écartement.

## Opérateurs
Le propriétaire et gestionnaire du réseau est l'organisme public Správa železniční dopravní cesty (SŽDC).
Les trains de marchandises sont tirés par l'entreprise publique ČD Cargo et quelques entreprises privées telle que Advanced World Transport.
Jusqu'en 2011, l'opérateur historique České dráhy dispose d'un monopole sur les services voyageurs nationaux. Cette année-là, RegioJet, filiale de Student Agency arrive sur le marché, suivi en janvier 2013 par LEO Express.

## Sécurité et accidents
- 4 aout 2021  Un train allemand de la société Die Länderbahn GmbH qui assure la liaison Munich-Prague et un train régional assurant la liaison entre Plzen et Domazlice entrent en collision. Trois personnes sont mortes et plusieurs sont blessées[3].